# Riccardo Della Puppa
Riccardo Della Puppa (Aviano, 9 dicembre 1919 – ...) è stato un calciatore italiano, di ruolo centrocampista.

## Carriera
In gioventù militò nel Venezia; giocò poi in Serie A con il Vicenza.